# Aquarium (álbum)
Aquarium es el nombre del álbum debut de estudio grabado por la banda eurodance y rock danesa Aqua. Fue editado en 1997 y vendió unos 33 millones de ejemplares y 8 millones de sencillos.
El álbum es conocido por tres sencillos números 1 del Reino Unido: Barbie Girl, Doctor Jones y Turn Back Time. El primero fue, y es, un gran éxito en todo el mundo y recibió el disco de platino en Estados Unidos. 
El lanzamiento de Barbie Girl llevó al grupo aún desconocido a la lista A de la música europea, lo que significa que cuando el álbum fue lanzado, un mes después, en noviembre de 1997, los fanes del pop en todas partes salieron a comprarlo. El álbum llegó a alcanzar el número 6 en las listas británicas. Aunque no alcanzó la fama que obtuvo su sencillo Barbie Girl, el segundo sencillo del álbum, Doctor Jones, fue lanzado en 1998 y se convirtió en número 1 en el Reino Unido, permaneciendo en la cima durante dos semanas en febrero. El tercer sencillo, Turn Back Time, le daría al grupo una semana más como número 1, y My Oh My y Good Morning Sunshine alcanzan su nivel máximo en el número 6 y número 18, respectivamente, en las listas británicas.

## Lista de canciones
1. "Happy Boys and Girls" – 3:37
2. "My Oh My" – 3:22
3. "Barbie Girl" – 3:14
4. "Good Morning Sunshine" – 4:05
5. "Doctor Jones" – 3:22
6. "Heat of the Night" – 3:33
7. "Be a Man" – 4:22
8. "Lollipop (Candyman)" – 3:35
9. "Roses are Red" – 3:43
10. "Turn Back Time" – 4:10
11. "Calling You" – 3:33
12. "Didn't I" – 3:17

## Certificaciones
- 9 platino - Canadá.
- 7 platino - Dinamarca e Italia.
- 6 Platino - Nueva Zelanda, Tailandia y Malasia.
- 5 platino - Suecia y Singapur.
- 4 platino - España, Hong Kong, Australia, Indonesia, India y Noruega.
- 3 platino - Filipinas y Taiwán.
- 2 platino - Estados Unidos, México y Sudáfrica.
- 1 platino - Reino Unido, Japón, Finlandia, Portugal, Francia, Corea del Sur, Chile, Países Bajos, Suiza, República Checa, Argentina y Bélgica.